# Batis senegalensis
Batis senegalensis là một loài chim trong họ Platysteiridae.